# 然卡拉斯
然卡拉斯（法語：Juncalas，法語發音：[ʒœ̃kalas]）是法国上比利牛斯省的一个市镇，位于该省中西部，属于阿热莱斯加佐斯特区。

## 地理
然卡拉斯（43°3'14"N, 0°0'3"E）面积3.51 平方千米，位于法国奧克西塔尼大區上比利牛斯省，该省份为法国西南部内陆省份，北至热尔省，西接大西洋比利牛斯省，南与西班牙接壤，东临上加龙省。
与然卡拉斯接壤的市镇（或旧市镇、城区）包括：塞尔-朗索、舍斯、加佐斯特、乌尔迪斯-科杜桑、乌尔东、乌斯泰、圣克雷阿克。
然卡拉斯的时区为UTC+01:00、UTC+02:00（夏令时）。

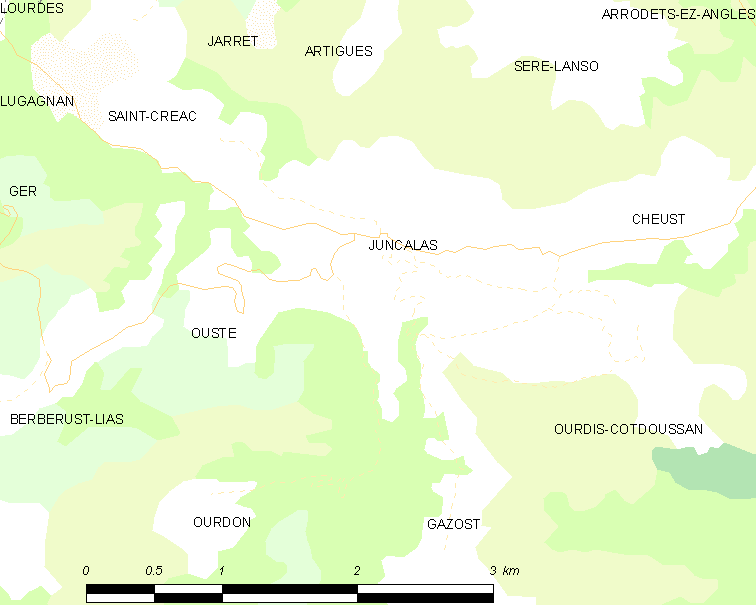
然卡拉斯的OSM定位图

## 行政
然卡拉斯的邮政编码为65100，INSEE市镇编码为65237。

## 政治
然卡拉斯所属的省级选区为卢尔德第二县。

## 人口

1962-2008年间然卡拉斯人口变化图示

然卡拉斯于2022年1月1日时的人口数量为167人。